# Katholieke Universiteit Rijsel

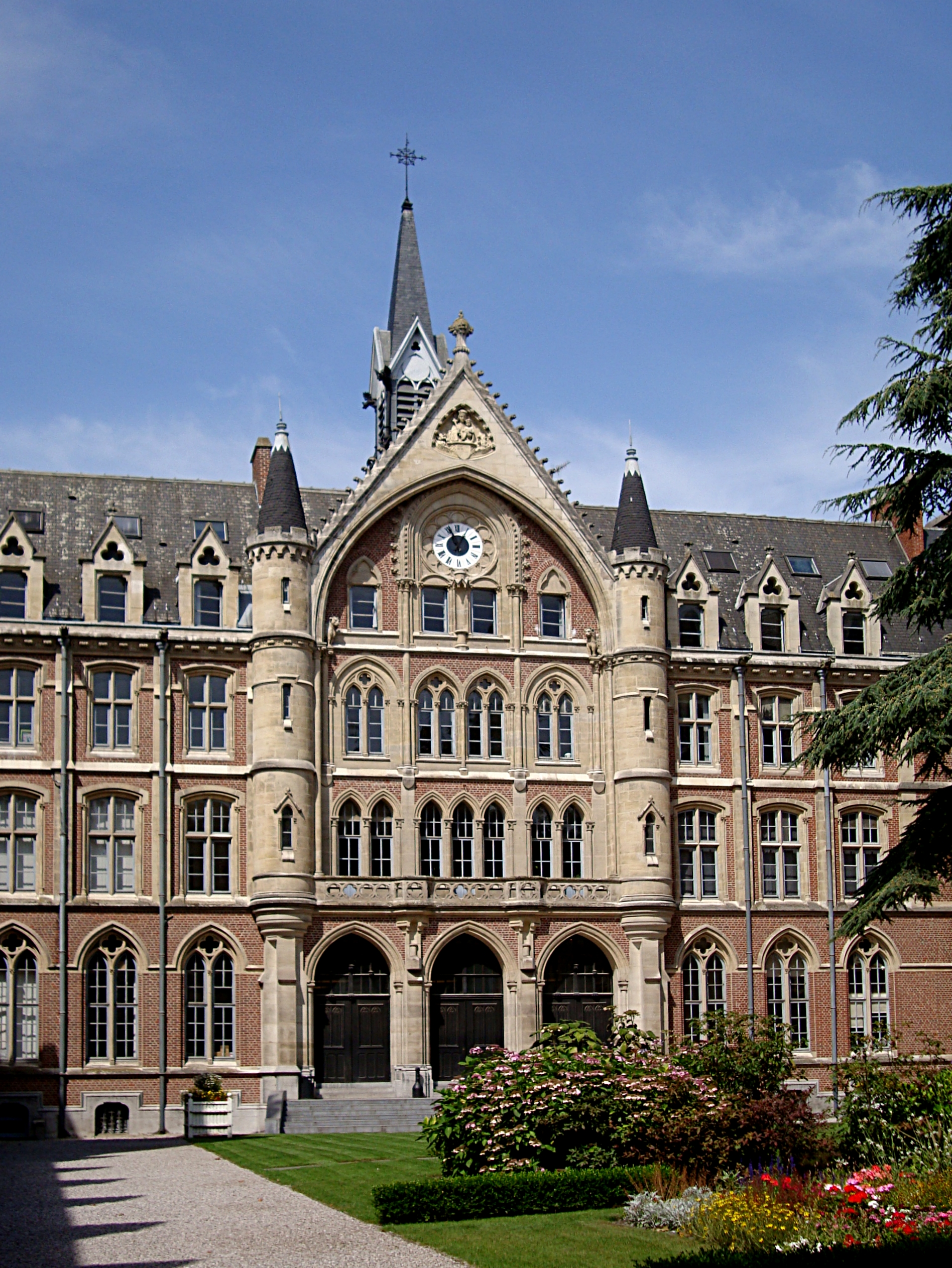
De ingang van de grote binnenplaats van de Katholieke Universiteit van Rijsel.

De Katholieke Universiteit Rijsel (Frans: Université catholique de Lille) of UCLille is een katholieke universiteit waarvan de hoofdcampus gevestigd is in de Frans stad Rijsel en die is opgericht in 1875. De universiteit omvat vijf faculteiten, 20 scholen en instituten, onderzoekscentra en een ziekenhuis, met een cumulatief studentencorps van 36.700 in 2021.
Hoewel een artikel van de Franse onderwijswet (L731-14) particuliere instellingen verbiedt zich "universiteit" te noemen, noemt de federatie zich Université catholique de Lille of "Katholieke Universiteit van Lille". Het is onder deze naam dat zij zowel in Frankrijk als in het buitenland ten onrechte communiceert. Zij mag niet worden verward met de Universiteit van Rijsel.

## Structuur
De Katholieke Universiteit van Rijsel omvat:
- de Vrije Faculteit der Rechtsgeleerdheid (FLD);
- de Faculteit Geneeskunde en Maïetiek (FMM);
- de Faculteit voor Management, Economie en wetenschappen (FGES);
- de Faculteit der Geesteswetenschappen (FLSH);
- de Faculteit Theologie (FT).
- twintig scholen en instituten, met de ingenieursscholen Junia (HEI, ISA, ISEN) en ICAM;
- 3 transversale instituten;
- een ziekenhuisgroep, de Hospital Group at UCL (GHICL), het CMP Cross;
- een 40-tal onderzoeksteams (400 onderzoeksprofessoren en 140 doctoraatsstudenten);
- de universiteitsbibliotheek van Vauban, opgericht in partnerschap met EDHEC Business School, de Espeme, de IÉSEG School of Management, de FLSEG, de FLSH, en FLD, 12 gebiedsbibliotheken, een digitaal bibliotheeknetwerk (BNR);
- een sportcentrum van 7 hectaren, gevestigd in Ennetières-en-Weppes.

De campus, die 10 hectare in de stad beslaat, omvat 2000 studentenkamers op de campus, een aalmoezeniersdienst en een cultureel centrum.

## Geschiedenis
In het jaar van de wet-Wallon van 12 juli 1875, waarbij vrij hoger onderwijs mogelijk werd, werd de Katholieke Universiteit van Rijsel opgericht door een comité van ultramontaanse leken, waaronder Philibert Vrau, die "in verlegenheid gebracht" waren door het ontbreken van een dergelijke structuur in Rijsel, terwijl er in Rijsel sinds 1854 openbare scholen waren gevestigd. Dit was te midden van een nationaal debat over secularisme vóór de scheiding van kerk en staat in Frankrijk.
De faculteit geneeskunde werd opgericht in 1876 en de theologische faculteit in 1877. De officiële opening vond plaats op 15 januari 1877, na ontvangst van de pauselijke bul die de Katholieke Universiteit van Rijsel de canonieke status verleende.